# Gawril Kazarow

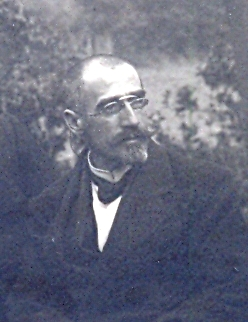
Gawril Kazarow

Gawril Kazarow (bulgarisch Гаврил Кацаров, * 4. Oktober 1874 in Kopriwschtiza; † 1. Juni 1958 in Sofia) war ein bulgarischer Althistoriker. Sein Forschungsschwerpunkt war die thrakische und makedonische Geschichte.

## Leben
Gawril Kazarow studierte Alte Geschichte und Klassische Philologie an der Universität Leipzig, wo er 1899 mit einer Dissertation über das Bündnissystem der griechischen Polis Phokis promoviert wurde (De foederis Phocensium institutis). Seit dem Studium gehörte er dem 1866 von Friedrich Nietzsche mitgegründeten Klassisch-Philologischen Verein Leipzig an, dem er später auch als Alter Herr verbunden blieb. Nach der Promotion vertiefte er seine Studien an den Universitäten zu Berlin und München (1901–1902) und hielt sich 1906 in Italien auf.
Nach seiner Rückkehr nach Bulgarien war Kazarow zunächst im Schuldienst tätig. 1900 ging er als Dozent an die Universität Sofia, wo er 1904 zum außerordentlichen und 1910 zum ordentlichen Professor berufen wurde. Bis zu seiner Emeritierung 1943 hatte er den Lehrstuhl für Geschichte inne. Von 1915 bis 1918 fungierte er als Dekan der Fakultät für Geschichte und Philologie, von 1927 bis 1928 als Rektor der Universität. Von 1928 bis 1929 war er Direktor des Archäologischen Nationalmuseums.
Neben seiner Tätigkeit in Forschung, Lehre und akademischer Selbstverwaltung war Kazarow auch als Wissenschaftsorganisator tätig. Als Mitglied der Bulgarischen Akademie der Wissenschaften (seit 1909) gründete er 1920 das Bulgarische Archäologische Institut, dessen Vorstand er seitdem angehörte. Im März 1940 wurde er nach dem Rücktritt von Bogdan Filow zum Direktor des Archäologischen Instituts ernannt.
Auch im Ausland erfuhr Kazarow große Anerkennung. Er war ordentliches Mitglied des Deutschen Archäologischen Instituts (seit 1922), auswärtiges Mitglied der Rumänischen Akademie (seit 1936) und korrespondierendes Mitglied der Akademie der Wissenschaften zu Wien (seit 1939).

## Schriften
- Das Archäologische Nationalmuseum in Sofia. In: Museumskunde. Zeitschrift für Verwaltung und Technik öffentlicher und privater Sammlungen. Bd. 13 (1918), S. 1–15.